# 1968년 전미 비평가 협회상
제3회 전미 비평가 협회상은 1968년 최고의 영화를 기리기 위해 1969년 1월에 열린 시상식이다. 뉴욕, Algonquin Hotel에서 개최되었다.

## 수상 및 후보

### 작품상
- 수치 수상

### 감독상
- 수치 - 잉그마르 베르히만 수상
- 늑대의 시간 - 잉그마르 베르히만 수상

### 여우주연상
- 수치 - 리브 울만 수상

### 남우주연상
- 기아 - Per Oscarsson 수상

### 여우조연상
- 찰리 버블스 - 빌리 화이트로우 수상

### 남우조연상
- 얼굴들 - 세이무어 카셀 수상

### 각본상
- 얼굴들 - 존 카사베츠 수상

### 촬영상
- 블리트 - 윌리엄 A. 프레이커 수상

### 특별상
- 전쟁의 얼굴 - Eugene S. Jones 수상
- 워렌데일 수상
- 노란 잠수함 - George Dunning 수상